# Apollonio Sofista
Apollonio detto il Sofista (in greco antico: Ἀπολλώνιος ὁ Σοφιστής?; Alessandria d'Egitto, I secolo – ...) è stato un grammatico greco antico.

## Biografia
Nato ad Alessandria e figlio di un altro grammatico, Archibio, visse probabilmente alla fine del I secolo d.C. e insegnò a Roma al tempo di Tiberio.

## Glosse omeriche
Fu autore di un lessico omerico (Λέξεις Ὁμηρικαί), l'unica delle sue opere a essere sopravvissuta fino a oggi. Le sue fonti principali erano Aristarco di Samotracia e il glossario omerico di Apione (sebbene alcune fonti indichino Apione come allievo dello stesso Apollonio). 
Del testo sopravvive un'epitome (breve riassunto). Nella versione originale, pare, comunque, che Apollonio avesse inserito almeno una citazione per ogni voce.